# Anhalt EBM
Anhalt EBM ou EBM neo-oldschool é uma vertente do EBM nascida na Alemanha Oriental, no final dos anos 1970. Consiste na fusão de elementos da música e subcultura streetpunk/oi! com o EBM oldschool de bandas como Pouppée Fabrikk e Nitzer Ebb. O som consiste basicamente em vocais, uma linha de baixo proveniente de synth analógico e percussão misturando eletrônico com guitarras distorcidas do punk que pode ser eletrônica, acústica e (ou) sucata. 

## EBM
A música corporal eletrônica, abreviada como EBM, teve início nos anos de 1980, é a mistura da música industrial, electro minimal, electropunk e pós-punk. Caracteriza-se com sequências repetitivas com ritmos de dança em torno de 100 bpm e com gritos distintos com efeitos.  
Um termo incomum que também tem sido usado para se referir a EBM é agrepo, uma contração de pop agressivo, muito usado na Alemanha no final dos anos 1980. O gênero é caracterizado por batidas eletrônicas fortes e dançantes, vocais claros e não distorcidos misturados com gritos ou rosnados com efeitos de reverberação e eco, além de linhas de sintetizador repetitivas. Ritmos típicos de EBM são baseados em batidas 4/4 com algumas variações rítmicas sugerindo uma estrutura de ritmo de rock. 
Os grupo de maior destaque nos anos 1980 foram Front 242, Die Krupps, DAF, Nitzer Ebb, Borghesia, Neon Judgment, Laibach, Klinik, Skinny Puppy e Front Line Assembly.  Nos anos 2000 o EBM se reinventou, com bandas europeias, germânicas e suecas. Essa nova fase é chamada de "revival". Os novos ritmos se afastavam das reminiscências industriais, que estava mais relacionada com o synthpop. Nesse período ficaram conhecidas bandas como Spetsnaz, Spark, Container 90 e Jager 90. 
Nessa nova fase "revival", todos os fãs do gênero tinha um estilo único e se vestiam com jaquetas pretas, cabelos curtos ou raspados, botas e rudimentar militar. Mesmo com o nosso estilo de musica adotado pelo gênero, há aqueles grupos que continuam mantendo fielmente uma infinidade de elementos ásperos e contundentes em seu som como o Wumpscut, Funker Vogt Suicide Commando , And One, dentre outros. 
O gênero do EMB iniciado em 2000, desmistificou os símbolos e causa ambiguidade estilística com significantes totalitários do socialismo e fascismo contrários a música industrial. Passando a usar imagens provocativas de forma extremas comum a parafernália nazista. Essa apropriação de referências passou a ser motivo de debates entre os fãs por trazer ideias políticos de partidos fascistas e socialistas. 

## Electro Stompers
O estilo vai além de música, desenvolveu também uma subcultura que tem como referencial de origem a classe operária, no caso da origem de seu nascimento, a juventude alemã pós-socialista.
Estes se nomeiam como electro-stompers ou EBM jugend, seu modo de organização é em "gangues" ou "grupos", os quais tem como objetivo servir de uma fraternidade de apreciadores da estética e da música anhalt EBM, existem vários desses grupos que normalmente são regionais (como a Electro Stompers Leipzig).

## Bandas
Algumas bandas de anhalt EBM:
- Blood Shot Eyes
- Container 90
- Spetsnaz
- Sturm Cafe